# 吉持久雄
吉持 久雄は、日本ホーリネス教会の福音使である。吉持章の義父である。

## 来歴
吉持は、日本ホーリネス教会の福音使として安東に在住している時に、1933年5月14日に訪問中の中田重治監督の司式により結婚式を挙げた。
1968年、長崎市竹の久保町において開拓伝道により、長崎教会（現在の日本ナザレン教団長崎教会）を開始した。
| スタブアイコン | サブスタブ | この項目は、まだ閲覧者の調べものの参照としては役立たない、人物に関連した書きかけの項目です。この項目を加筆・訂正などしてくださる協力者を求めています（P:人物伝/PJ:人物伝）。 |